# آتش در ازای آتش (فیلم ۲۰۱۲)
آتش در ازای آتش (به انگلیسی: Fire with Fire) یک فیلم اکشن و دلهره‌آور آمریکایی محصول سال ۲۰۱۲ به کارگردانی دیوید برت است. در این فیلم بازیگرانی همچون بروس ویلیس، جاش دوهامل، رزاریو داوسون، وینسنت دن آفریو، فیفتی سنت، کوئینتون جکسون، ریچارد شیف، وینی جونز، بونی سامرویل و جولین مک‌ماهون ایفای نقش کرده‌اند. دوهامل  نقش یک آتش‌نشان را بازی می‌کند که مجبور می‌شود با یک قاتل نئونازی ضدخدا روبه‌رو شود. این فیلم در ۶ نوامبر ۲۰۱۲ به صورت فیلم ویدئویی منتشر شد. 

## داستان
جرمی یک آتش نشان است که به زور باید برای قتل دو نفر شهادت بدهد. اما او با هویت جدید درست می‌کند و با همسرش فرار می‌کند. زمانی که هویت جدیدش در معرض خطر قرار می‌گیرد باید کارهایی خلاف میل باطنی خود انجام دهد تا زندگی خود و همسرش را از خطر نجات دهد.